# Siła i honor
Siła i Honor – amerykański film z 2000 roku w reżyserii George Tillman Jr.

## Opis fabuły
Film oparty na faktach.
Czarnoskóry Carl Brashear marzy, aby zostać nurkiem, ale żyjąc w czasach, gdzie czarnoskóry Amerykanin może zostać jedynie kucharzem, spotyka się z silną niechęcią społeczeństwa, szczególnie oficera szkoleniowego Billyego Sundaya. Pomimo wszelkich przeciwności losu mężczyzna postanawia za wszelką cenę osiągnąć wyznaczony przez siebie cel.

## Obsada
- Robert De Niro – Leslie William ‘Billy’ Sunday
- Cuba Gooding Jr. – Carl Brashear
- Charlize Theron – Gwen Sunday
- Aunjanue Ellis – Jo Brashear
- Hal Holbrook – ‘Mr. Pappy’
- Michael Rapaport – Snowhill
- Powers Boothe – Kapitan Pullman
- David Keith – Kapitan Hartigan
- Holt McCallany – Rourke
- David Conrad – Kapitan Hanks
- Joshua Leonard – Timothy Douglas Isert
- Carl Lumbly – Mac Brashear
- Lonette McKee – Ella Brashear
- Glynn Turman – Szef Floyd
- Joshua Feinman – DuBoyce
- Richard Radecki – Szef

## Nagrody i nominacje

### Nominacje
- 2001: Złoty Satelita – Najlepszy aktor drugoplanowy (Robert De Niro)